# SN 2003fk
SN 2003fk – supernowa typu Ia odkryta 24 maja 2003 roku w galaktyce A141955+5305. W momencie odkrycia miała maksymalną jasność 22,40m.